# 王希哲 (1948年)
王希哲（1948年8月13日—），男，四川成都人，中華人民共和國異議人士，李一哲事件中的主要人物之一。

## 生平
王希哲於1948年8月13日出生在中華民國四川省成都市，1962年随父亲迁到广州居住。
1966年中文化大革命爆发时，王希哲为广州市第十七中学高中一年级学生，为该校造反派红卫兵组织“红旗公社”的负责人之一。
1968年7月，“清理阶级队伍”運動爆發时，王希哲逃亡武汉。8月，他被當地警備司令部逮捕关押一个半月，回到广州後被军训团和工人毛泽东思想宣传队关押，并屡遭殴打，1969年4月获释。
1969年12月“上山下乡”运动时，王希哲被安排到英德茶场（原为劳改农场）勞動。
1973年元旦，王希哲作为独生子女获准回到广州。年中，到广东水产制品厂当锅炉工人。
1974年11月10日，他在广东广州北京路口公开张贴署名为「李一哲」的大字報《關於社會主義的民主與法制》、文章呼籲民主和對法制的建議，批評當局倒行逆施。大字報引來成千上万的人日夜圍觀與抄寫，道路塞車。該大字報主要是由廣州美術學院學生李正天、高中中學生陳一陽、工廠工人王希哲三人合著的，筆名是三人各取一字而成，而时任广东人民广播电台技术部副主任郭鸿志也有参与撰稿。
1977年3月2日，王希哲與李正天、陳一陽和郭鴻志四人同時被捕。1978年8、9月，在時任广东省委书记习仲勋的领导下，广东省委数次研究“李一哲”案件问题，并数次报告党中央。同年12月29日，省委常委召开常委会讨论此案，开始为“李一哲”平反，並於12月30日釋放「李一哲」有關人士。1979年2月6日，中共廣東省委公開平反李一哲事件。同年，担任北京西单民主墙民间刊物《四五论坛》的广州通讯员。
1980年6月10日至12日在北京甘家口會議上與孫維邦、徐文立、劉二安討論，为着手在中国建立反对党作准备。徐文立提议组党，但因王希哲和孙维邦反對，最後放弃。
1981年4月20日，王希哲再次被捕。1982年5月28日，他被广州市中级人民法院以“反革命宣传煽动罪”、“组织反革命集团罪”和“煽动群众破坏国家法律实施罪”判处14年有期徒刑。1993年2月27日，中国政府为了争办奥运会，王希哲获假释出狱。
1996年，王希哲與劉曉波在廣州閒談兩岸關係，其後與劉曉波共同發表《雙十宣言》，呼籲國共兩黨重開談判，回到1945年抗戰勝利後，毛澤東與蔣介石在重慶談判所達到的《雙十協定》這樣一個基礎上來實現國家統一。他並呼籲共產黨亦要認清自身錯誤，批評共產黨沒履行在建政前標榜的民主，並要求尊重各民族的自決權、解決西藏問題等。
同年劉曉波被捕，王希哲不欲再入獄，遂從廣州逃到汕頭再偷渡到香港，惟當時香港正準備回歸，港英政府不希望對他作政治庇護，王希哲於是到美國駐香港總領事館，再流亡到美國至今。
1998年在「九八組黨」時期，與王炳章、方圓等組建「中國民主黨」。2000年8月28日，王希哲和太太苏江以及王炳章的太太一同被赵天恩牧师施洗。
2005年以「自由中國運動」負責人身分，與「中國民主黨」流亡總部召集人徐文立、「中國自由民主黨」主席倪育賢、「中國工黨」主席方圓、「中國社會民主黨」主席劉國凱、「中國民聯」主席薛偉等組建「中國民主政黨聯盟」。
2011年曾被拒入境香港，2018年10月入境香港時遭帶入黑房盤問3小時，入境處向他開出3大條件，包括不能接受傳媒訪問、不會見任何政治敏感人士和不參加任何公開活動，王同意後獲准入境一星期，他同年5月時曾去信香港特首林鄭月娥，表明「支持中國民主化，但反對任何形式的分裂主義，因此香港不應該把我拒諸門外」。2019年4月，他從美國飛抵香港準備轉機前往台灣宣揚統一，卻被香港入境處帶走盤問5小時後原機遣返美國，他向林鄭月娥及香港保安局局長李家超發公開信抨擊其沒有信守承諾，並質問「入境處有無黑名單？」。

## 作品
- 《春寒：假釋一年》民主大學，香港，1994年
- 《王希哲自傳：走向黑暗》民主大學，香港，1996年
- 《王希哲論文集》七十年代雜誌社，香港，1981年
- 《王希哲論台灣》毒蜘出版社，西雅圖，2007年
- 王希哲. . 希哲工作室. 2022年1月1日. （原始内容存档于2023-06-01）.